# Südostasienspiele 2003
Die Südostasienspiele 2003, englisch als Southeast Asian Games (SEA Games) bezeichnet, fanden vom 5. bis 13. Dezember 2003 in Hanoi und Ho-Chi-Minh-Stadt statt. Es war die 22. Auflage der Spiele. Es nahmen mehr als 5000 Athleten und Offizielle aus 11 Ländern in 42 Sportarten an den Spielen teil.

## Medaillenspiegel
| Platz | Land        | Gold | Silber | Bronze | Gesamt |
| ----- | ----------- | ---- | ------ | ------ | ------ |
| 1     | Vietnam     | 158  | 97     | 91     | 346    |
| 2     | Thailand    | 90   | 93     | 98     | 281    |
| 3     | Indonesien  | 55   | 68     | 98     | 221    |
| 4     | Philippinen | 48   | 54     | 75     | 177    |
| 5     | Malaysia    | 44   | 42     | 59     | 145    |
| 6     | Singapur    | 30   | 33     | 50     | 113    |
| 7     | Myanmar     | 16   | 43     | 50     | 109    |
| 8     | Laos        | 1    | 5      | 15     | 21     |
| 9     | Kambodscha  | 1    | 5      | 11     | 17     |
| 10    | Brunei      | 1    | 1      | 8      | 10     |
| 11    | Osttimor    | 0    | 0      | 0      | 0      |
| Total | Total       | 444  | 441    | 555    | 1440   |

## Sportarten
- Badminton
- Basketball
- Boxen
- Billard
- Bodybuilding
- Bogenschießen
- Drachenboot
- Fechten
- Fußball
- Gewichtheben
- Handball
- Judo
- Kanu
- Karate
- Leichtathletik
- Pétanque
- Pencak Silat
- Radsport
- Ringen
- Rudern
- Schach
- Schießen
- Schwimmsport
- Shuttlecock
- Sepak Takraw
- Taekwondo
- Tennis
- Tischtennis
- Turnen
- Volleyball
- Wushu